# 老人與海 (電影)
《老人與海》（英語：The Old Man and the Sea）是一部於1958年上映的美國冒險劇情電影，由約翰·司圖加執導，彼得·維爾特編劇，劇情改編自歐內斯特·海明威的同名1952年小說。該片講述古巴老漁夫（史賓塞·屈賽飾演）與久違的獵物大馬林魚的爭鬥。該片原由佛烈·辛尼曼擔任導演，但他在拍片中途退出，改由司圖加執導。
《老人與海》於1958年10月7日在美國洛杉磯和紐約首映，並於10月11日開始在美國院線上映。該片所獲評價多為正面，屈賽的演技也廣受好評。該片在第31屆奧斯卡金像獎頒獎典禮上榮獲最佳原創音樂獎，並入圍了最佳男主角獎及最佳彩色攝影獎。

## 劇情
古巴聖地牙哥的老漁夫（史賓塞·屈賽飾演）一連84天都沒有釣到一條魚。到了第85天，他釣到一條大馬林魚，經過三天三夜後，他終於殺死大魚，但許多鯊魚立刻前來搶奪他的戰利品。老漁夫力抗牠們，但大魚仍被啃光了，只剩一副魚骨頭。

## 演員
名單取自特納經典電影頻道網站：
- 史賓塞·屈賽飾演老人
- Felipe Pazos Jr.飾演男孩
- Harry Bellaver（英语：Harry Bellaver）飾演咖啡店老闆
- Don Diamond（英语：Don Diamond）飾演咖啡店店長
- Don Blackman飾演比腕力的人
- Joey Ray飾演職業賭徒
- Richard Alameda飾演賭徒
- Tony Rosa飾演賭徒
- Carlos Rivero飾演賭徒
- Robert Alderette飾演賭徒
- Mauritz Hugo飾演賭徒
- Don Alvarado（英语：Don Alvarado）（未掛名）[6]

## 製作
該片原由佛烈·辛尼曼擔任導演，但他在拍片中途被來到片場指指點點的海明威氣走。辛尼曼退出後，約翰·司圖加接手執導。《老人與海》的拍片預算原為210萬美元，但因種種問題而提高至超過500萬美元，如導演交棒浪費時間；劇組在外景古巴逗留太久，浪費過多資源；片商為了拍片花了100萬美元讓海明威率領一批人馬至祕魯外海捕大魚，結果徒勞無功；以及劇組為了拍特寫鏡頭而在片場建了一座足球場大的透明水池等。司圖加認為該片是他拍過「技術方面最馬虎的一部電影」。該片是首部採用亞瑟·威德默開發的藍幕技術的電影之一。片中的配樂由迪米崔·迪歐肯譜寫。

## 上映與反響
《老人與海》於1958年10月7日在美國洛杉磯和紐約首映，並於10月11日開始在美國院線上映。《紐約時報》的博斯利·克勞瑟對史賓塞·屈賽的演技和迪米崔·迪歐肯的配樂讚譽有加。不過他批評片中海上捕魚的橋段因為是在片場拍攝，感覺不對。《時代雜誌》認為該片將原著小說「逐字逐句搬上大銀幕，幾乎沒有更動」，且原著正是「再適合拍成電影不過的寓言故事」。不過，《時代雜誌》也指出，「屈賽在拍外景時肯定不能真的捕魚，所以攝影機不可能捕捉到真實的感覺」。
《中國時報》與貢敏皆稱讚了屈賽的演技。根據製片人利蘭·海沃德的說法，海明威對該片非常滿意。海明威表示該片在情感方面極為出色，並說自己很高興也很感激作品能被搬上大銀幕。他亦褒獎了屈賽的演技和片中的攝影。儘管海明威也不大喜歡該片的一些部份，但他給的評價總體而言是正面的:744-745。

## 榮譽
該片在第31屆奧斯卡金像獎頒獎典禮上榮獲最佳原創音樂獎（迪歐肯），並入圍了最佳男主角獎（屈賽）及最佳彩色攝影獎（黃宗霑）。屈賽也入圍了第16屆金球獎最佳戲劇類電影男主角獎。第30屆國家評論協會獎頒獎典禮上，《老人與海》贏得最佳男主角獎及最佳影片獎，並名列年度十佳電影的首位。該片榮獲1959年日本藍絲帶獎的最佳外語電影獎。攝影師黃宗霑贏得桂冠獎的最佳彩色攝影獎，而迪歐肯則入圍桂冠獎的最佳配樂獎。

## 外部連結
- 互联网电影数据库（IMDb）上《The Old Man and the Sea》的资料（英文）
- 爛番茄上《The Old Man and the Sea》的資料（英文）
- 美国电影学会目录上的《The Old Man and the Sea》（英文）
- TCM电影资料库上《The Old Man and the Sea》的资料（英文）